# III. Abbász perzsa sah
III. Abbász (Iszfahán, 1732 januárja – Szabzevár, 1740 februárja) II. Tahmászp fia, Perzsia sahja (uralkodott 1732. szeptember 2-től 1736. március 8-áig), a Szafavida-dinasztia tagja volt. Csecsemőként került trónra 1732-ben, amikor Nádir Kulí, a perzsa hadak fővezére lemondatta részeg apját, és szeptember 7-én koronázták meg Iszfahánban.

## Élete
Uralkodása alatt mindvégig Nádir gyakorolta a tényleges hatalmat, sikeres háborút vívva az Oszmán Birodalom ellen és az oroszokat kiszorítva a Kaszpi-tenger vidékéről. Diadala hatására Nádir úgy döntött, hogy példaképei, Dzsingisz kán és Timur Lenk nyomdokain haladva kurultájt hív össze. A hadsereg, a vallástudósok és más előkelőségek 1736 januárjában az azerbajdzsáni Mugán-síkságon sahhá kiáltották ki, és március 8-án meg is koronázták. A kisgyermek Abbász apjával és fivéreivel együtt luxuskörülmények közé került szigorú őrizetbe. 1740-ben gyilkoltatta meg őket Nádir fia, Rizá, aki az indiai hadjáraton részt vevő sah egyébként téves halálhírére attól tartott, hogy esetleg egy összeesküvés során restaurálják a Szafavida-dinasztiát. A Mashadban eltemetett III. Abbászt követően a család néhány további tagja még szerepet kapott bábkirályként vagy trónkövetelőként a 18. század folyamán, de a sahi cím az Afsárida-dinasztia kezébe került.

## Külső hivatkozások
- Christopher Buyers: The Royal Ark/Persia/Safawi Dynasty